# イソプレン則
イソプレン則 (isoprene rule) は、テルペノイド化合物の構造に関する経験則でテルペノイドの炭素骨格が、複数のイソプレン分子が頭と尾（1位と4位）で結合した形になっているというものである。
レオポルト・ルジチカが提唱した。実際のテルペノイド生合成はイソプレンそのものではなく、ジメチルアリル二リン酸とイソペンテニル二リン酸の縮合および異性化によって起きるが、イソプレン則がテルペノイドの構造並びに生合成の解明のために果たした役割は大きい。